# Савро-Мамышево
Савро-Мамышево — село в Пителинском районе Рязанской области России. Входит в состав Пеньковского сельского поселения.

## География и местоположение
Находится в 9 километрах от районного центра Пителино, в 145 км от Рязани, и в 305 км от Москвы.
Ближайшие населённые пункты — Малые Мочилы (4.4 км) и Юрьево (4.7 км).
Находится рядом со старицей р. Мокша, на возвышенности.

## История
В XVII веке было две Савры — одна Фатьянова, другая — Мамышева. В селе располагалась церковь Николая Чудотворца. После объединения сёл взяли название от одного села — Савра и от другого — Мамышево.

## Население
| 2010 |
| ---- |
| 15   |